# Travanca (Amarante)
Travanca ist eine Gemeinde im Nordwesten Portugals.
Travanca gehört zum Kreis Amarante im Distrikt Porto, besitzt eine Fläche von 8,7 km² und hat 2012 Einwohner (Stand 19. April 2021).
Der Maler Acácio Lino (1878–1956) wurde hier geboren.

## Sehenswürdigkeiten

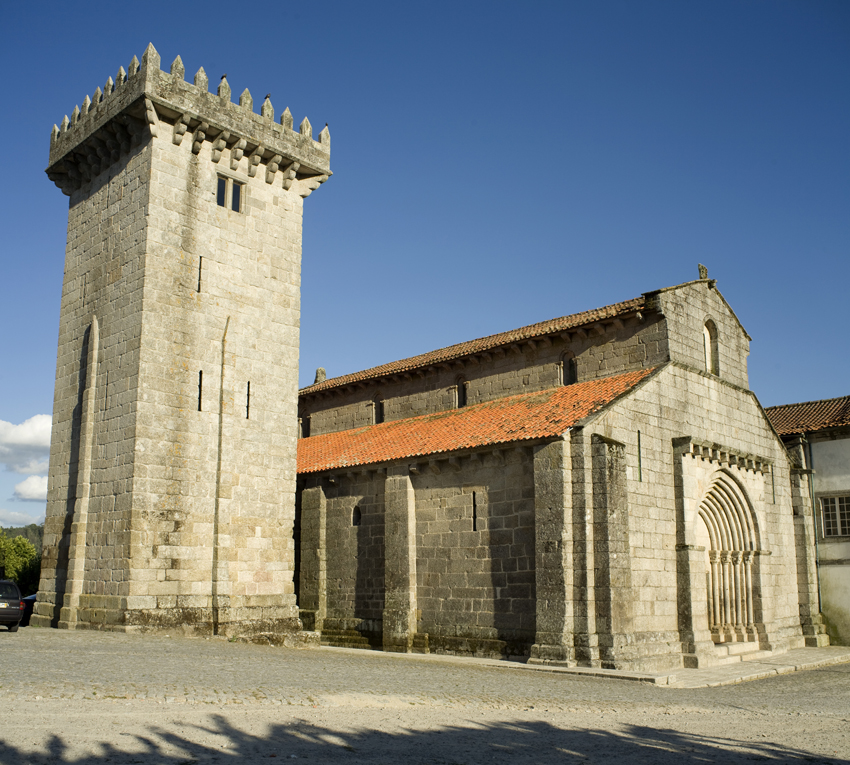
Ehemalige Klosterkirche und Wehrturm

- Ehemaliges Kloster (Mosteiro de Travanca) mit der heutigen Pfarrkirche São Salvador

## Persönlichkeiten
- Eduardo Correia (* 1961), Radrennfahrer und Sportlicher Leiter